# حسن مولى
حسن مولى (مواليد عام 1963 في البصرة) هو مدرب ولاعب كرة قدم عراقي دولي سابق، حيث لعب في مركز المهاجم. يشغل حاليًا منصب مدير المدرسة المتخصصة لكرة القدم في البصرة.

## مسيرته مع الأندية

### بداية المسيرة
بدأ حسن اللعب في أكاديمية الاتحاد في عام 1973. تقدم عبر الفرق الشابة والناشئة حتى رُقي إلى الفريق الأول في عام 1978. لعب مع ناديه لمدة خمس مواسم، بما في ذلك موسم 1980–1981، الذي استطاع فيه مساعدة فريقه على الفوز بدوري الدرجة الأولى والصعود إلى الدوري العراقي الممتاز.

### نادي البحري
انتقل حسن إلى نادي البحري في عام 1983، ولعب مع الفريق لمدة ثماني مواسم، بما في ذلك موسم 1985–86، الذي ساعد فيه فريقه على الفوز بدوري الدرجة الأولى والصعود إلى الدوري الممتاز. في موسم 1991، أصدر وزير الدفاع العراقي قرارًا بحل النادي، وانتقل لاعبوه إلى أندية أخرى.

### نادي القوة الجوية
انتقل حسن إلى القوة الجوية في عام 1991، حيث كان الفريق يضم لاعبين من الطراز الرفيع، وحظي بدعم الجماهير ووسائل الإعلام. ساعد الفريق على الفوز بالثنائية، الدوري والكأس، في موسم 1991–92.

### نادي الصناعة والميناء
انتقل حسن إلى القوة الجوية في عام 1994، تحت تأثير المدرب عمو بابا، حيث لم يمنحه المدرب فرصة للعب، مما دفعه للانتقال إلى نادي الصناعة. بعد موسم واحد، انتقل إلى الميناء للعب موسم واحد أيضًا مع الفريق.

### العودة إلى نادي البحري
عاد إلى نادي البحري للعب معهم في موسم 1997–98، الذي ساعد فيه الفريق على التأهل إلى الدوري الممتاز مرة أخرى، ثم قرر الاعتزال بعد نهاية الموسم.

## المسيرة الدولية
اُختير حسن مولى لتمثيل العراق لأول مرة في عام 1988، عندما تم اختياره ليكون جزءًا من منتخب العراق للمشاركة في كأس الخليج العربي 9.

## مسيرته التدريبية

### الفرق الشابة والناشئة
بدأ حسن عمله كمدرب في أكاديمية نادي الاتحاد في عام 1981، حيث درب فريقي تحت 17 سنة وتحت 19 سنة. شارك مع الفريقين في دوري أندية البصرة تحت 17 سنة ودوري أندية البصرة تحت 19 سنة لمدة موسمين.

### أندية الدرجة الأولى
بدأ حسن تدريب نادي البحري في عام 1998، واستمر مع الفريق حتى موسم 1999–2000، حيث حصل فريقه على المركز الثاني في الدوري ورُقي إلى الدوري الممتاز. ثم انتقل لتدريب عدة أندية في دوري الدرجة الأولى: نفط البصرة (2000)، الزبير (2001–2002)، الناصرية (2003)، نفط البصرة (2004)، مصافي الجنوب (2005)، البحري (2006–2010) ومصافي الجنوب (2010–2012).

### أندية الدوري الممتاز
في 11 مايو 2014، عُيّن حسن مديرًا فنيًا لنادي الميناء في الدوري الممتاز بعد استقالة مدرب الفريق السابق في الجولة التاسعة عشر من الدوري. لعب الفريق أربع مباريات، ثم قرر الاتحاد العراقي لكرة القدم في 18 يونيو تعليق الدوري لأسباب أمنية.
عُيّن حسن مدربًا لفريق نفط الجنوب في الدوري الممتاز في 14 نوفمبر 2015، بعد إقالة مدرب الفريق السابق عماد عودة في الجولة الثامنة من الدوري.

## الحياة الشخصية
أُصيب حسن بفيروس كورونا في 7 أبريل 2020، خلال فترة جائحة فيروس كورونا في العراق ووفاة عدد من لاعبي كرة القدم السابقين بسبب الفيروس. وفي 21 أبريل، أُعلن عن تعافيه التام من الوباء، ولاحقًا صرّح بأن هذه الفترة كانت الأصعب في حياته.

## الإحصائيات التدريبية
آخر تحديث 15 مارس 2016.
| الفريق       | من             | إلى           | السجل | السجل | السجل | السجل | السجل        |
| الفريق       | من             | إلى           | لعب   | فاز   | تعادل | خسر   | نسبة الفوز % |
| ------------ | -------------- | ------------- | ----- | ----- | ----- | ----- | ------------ |
| نادي الميناء | 11 مايو 2014   | 10 يونيو 2014 | 4     | 1     | 2     | 1     | 025٫0        |
| نفط الجنوب   | 14 نوفمبر 2015 | 15 مارس 2016  | 10    | 2     | 3     | 5     | 020٫0        |
| الإجمالي     | الإجمالي       | الإجمالي      | 14    | 3     | 5     | 6     | 021٫4        |